# Jan Lisspers
Jan Erik Lisspers, född 8 juni 1952 i Dalarnas län, död 10 juni 2016 i Jämtlands län, var en svensk professor i psykologi. Lisspers disputerade 1990 i klinisk psykologi vid Uppsala universitet på en avhandling om behandling av migrän. Hans forskning har främst berört hälsopsykologi och beteendemedicin. Under senare år har han främst inriktat sig mot livsstilsförändring i rehabilitering och arbetsplatsinriktade insatser för förebyggande av sjukdom, bl.a. effekter av olika copingmetoder för att motverka stressreaktioner och sambandet mellan psykosocial arbetsmiljö, stress, produktivitet och hälsa.